# La Forclaz
|  | Per a altres significats, vegeu «coll de la Forclaz». |

La Forclaz és un comú francès al departament de l'Alta Savoia (regió d'Alvèrnia-Roine-Alps). L'any 2007 tenia 210 habitants. La primera menció de la parròquia data de mitjans del segle xiv en la forma Cura de Forcla.
El topònim deriva del diminutiu llatí furcula que designa una «forca petita».
En francoprovençal el nom del comú s'escriu La Forklya (grafia de Conflans) o La Forclla / Forcla (ORB). La z final només serveix per marcar el paroxitonisme i no es pronuncia.

## Demografia

### Població
El 2007 la població de fet de La Forclaz era de 210 persones. Hi havia 80 famílies de les quals 16 eren unipersonals (8 homes vivint sols i 8 dones vivint soles), 24 parelles sense fills, 28 parelles amb fills i 12 famílies monoparentals amb fills.
La població ha evolucionat segons el següent gràfic:

### Habitatges
El 2007 hi havia 116 habitatges, 82 eren l'habitatge principal de la família, 22 eren segones residències i 11 estaven desocupats. 101 eren cases i 15 eren apartaments. Dels 82 habitatges principals, 64 estaven ocupats pels seus propietaris, 13 estaven llogats i ocupats pels llogaters i 5 estaven cedits a títol gratuït; 1 tenia una cambra, 6 en tenien dues, 23 en tenien tres, 24 en tenien quatre i 28 en tenien cinc o més. 60 habitatges disposaven pel capbaix d'una plaça de pàrquing. A 36 habitatges hi havia un automòbil i a 39 n'hi havia dos o més.

### Piràmide de població
La piràmide de població per edats i sexe el 2009 era:
| Homes | Edats   | Dones |
| ----- | ------- | ----- |
| 0     | 95 o +  | 0     |
| 0     | 90 a 94 | 0     |
| 0     | 85 a 89 | 0     |
| 4     | 80 a 84 | 0     |
| 4     | 75 a 79 | 8     |
| 8     | 70 a 74 | 0     |
| 0     | 65 a 69 | 20    |
| 4     | 60 a 64 | 4     |
| 12    | 55 a 59 | 0     |
| 4     | 50 a 54 | 8     |
| 4     | 45 a 49 | 4     |
| 8     | 40 a 44 | 0     |
| 8     | 35 a 39 | 8     |
| 4     | 30 a 34 | 0     |
| 8     | 25 a 29 | 16    |
| 8     | 20 a 24 | 8     |
| 8     | 15 a 19 | 8     |
| 12    | 10 a 14 | 0     |
| 0     | 5 a 9   | 0     |
| 12    | 0 a 4   | 4     |

## Economia
El 2007 la població en edat de treballar era de 134 persones, 98 eren actives i 36 eren inactives. De les 98 persones actives 96 estaven ocupades (52 homes i 44 dones) i 2 estaven aturades (1 home i 1 dona). De les 36 persones inactives 13 estaven jubilades, 9 estaven estudiant i 14 estaven classificades com a «altres inactius».

### Ingressos
El 2009 a La Forclaz hi havia 80 unitats fiscals que integraven 218,5 persones, la mediana anual d'ingressos fiscals per persona era de 18.973 €.

### Activitats econòmiques
Dels 9 establiments que hi havia el 2007, 6 eren d'empreses de construcció, 1 d'una empresa de comerç i reparació d'automòbils, 1 d'una empresa de transport i 1 d'una empresa d'informació i comunicació.
Dels 5 establiments de servei als particulars que hi havia el 2009, 1 era un guixaire pintor, 3 fusteries i 1 lampisteria.
L'únic establiment comercial que hi havia el 2009 era una botiga de mobles.
L'any 2000 a La Forclaz hi havia 5 explotacions agrícoles.

## Equipaments sanitaris i escolars
El 2009 hi havia una escola elemental.

## Poblacions properes
El següent diagrama mostra les poblacions més properes.